# Sphenomorphus crassus
Sphenomorphus crassus — вид сцинкоподібних ящірок родини сцинкових (Scincidae). Ендемік Малайзії.

## Поширення і екологія
Sphenomorphus crassus відомі з типової місцевості, розташованої в окрузі Сіпітанг в штаті Сабах на заході Калімантану, на висоті 670 м над рівнем моря. Вони живуть у вологих тропічних лісах.